# Tall axial
Un tall axial és un tipus de tall de salt, on la càmera s'apropa o allunya sobtadament del subjecte, al llarg d'una línia invisible dibuixada recta entre la càmera i el subjecte. Mentre que un tall de salt senzill normalment implica una discontinuïtat temporal (un salt aparent en el temps), un tall axial és una manera de mantenir la il·lusió de continuïtat. Els talls axials s'utilitzen poques vegades al cinema contemporani, però eren força habituals al cinema dels anys 1910 i 1920.
Es pot fer un tall axial amb l'ús d'una lent zoom, o movent físicament la càmera amb una grua o una carretilla de càmera. El metratge intermedi (a mesura que la càmera es mou o fa zoom) s'elimina mentre s'edita la pel·lícula. Com que es descarta el metratge, aquesta tècnica funciona millor per a les preses estàtiques. Si es tracta d'una acció, caldran diverses preses per obtenir les imatges necessàries.
Alternativament, es pot utilitzar una configuració de càmeres múltiples, amb les càmeres que mostren el subjecte en diferents mides. El metratge de les dues càmeres s'edita junts per crear l'efecte. Com que les càmeres no poden ocupar el mateix espai, sempre hi haurà una lleugera desviació de l'eix. Allunyar les càmeres del subjecte i utilitzar teleobjectius pot reduir la desviació.

## Directors que utilitzen talls axials
- Dario Argento
- Frank Capra[4]
- Sergei Eisenstein[3]
- Alfred Hitchcock[2]
- Lev Kuleshov[3]
- Akira Kurosawa[3]
- John McTiernan[3]
- Martin Scorsese
- Hiroshi Shimizu[5]
- Steven Spielberg
- Sadao Yamanaka[4]
- James Whale
- Brian De Palma
- Pere Bogdanovich